# دختر دارای مال و منال
دخترِ دارای مال و منال (انگلیسی: The Girl in Possession) یک فیلم کمدی بریتانیایی به کارگردانی مانتی بنکس است که در سال ۱۹۳۴ منتشر شد. این فیلم طبق اعلام انستیتوی فیلم بریتانیا یک فیلم گمشده است.

## بازیگران
- جیمز فینلیسون
- لورا لا پلانت
- هنری کندال
- مانتی بنکس
- کلاد هالبرت
- برنارد ندل
- چارلز پیتون